# أزران
أزران هي قرية في مقاطعة كاشان، إيران. عدد سكان هذه القرية هو 1,017 في سنة 2006.